# 孔颖达

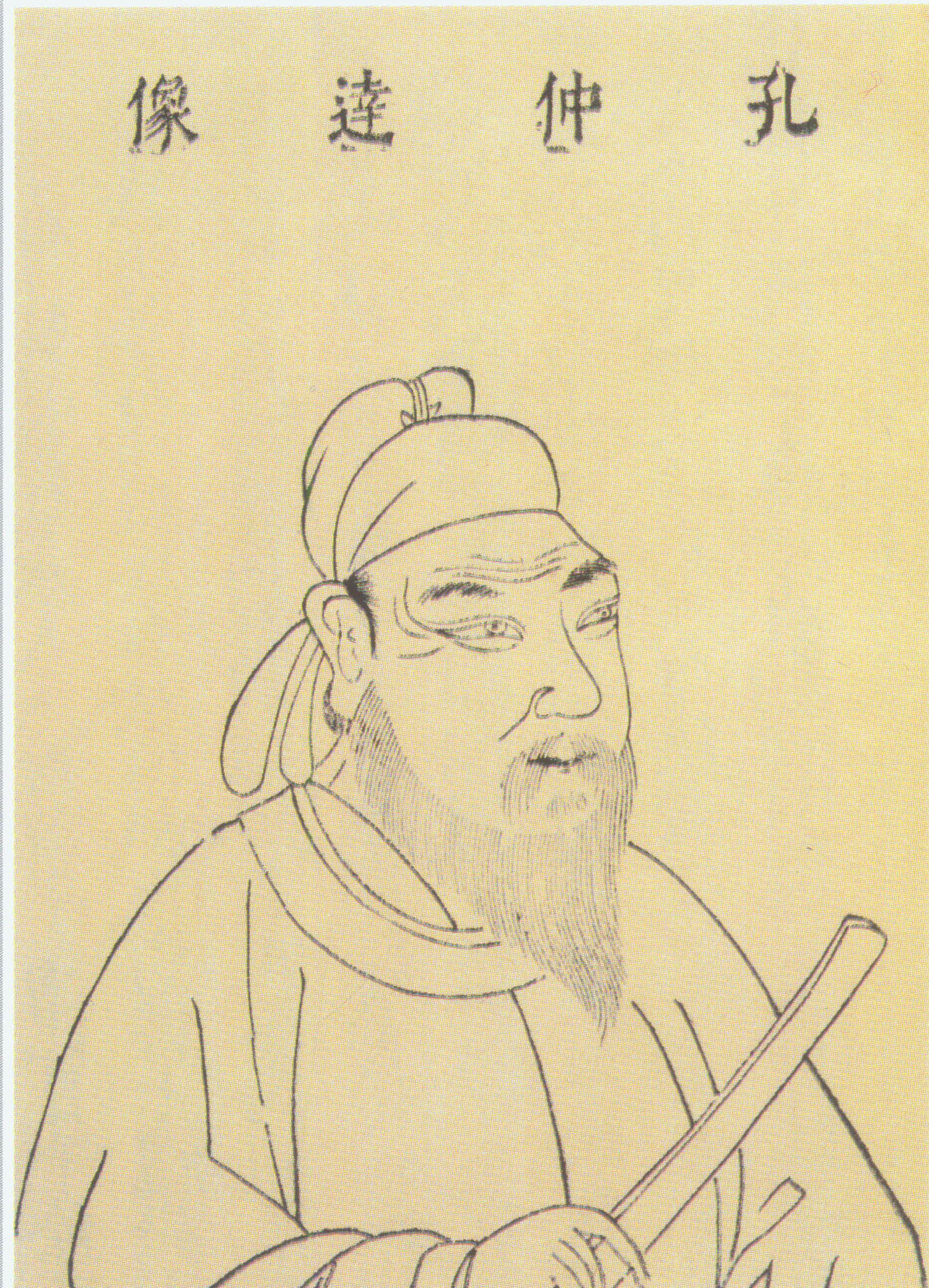
《三才圖會》裏的孔穎達像

孔颖达（574年—648年10月10日），字衝遠（一作沖遠、仲達、沖澹），冀州衡水（今河北衡水市）人。孔安之子，孔子三十二代孫。唐朝经学家。

## 生平
生於北齊後主武平五年（574年），八歲就學，曾從劉焯問學，日誦千言，熟讀經傳，善於詞章，隋大業初，選為“明經”，授河內郡博士，補太學助教。隋末大亂，避地虎牢（今河南省滎陽汜水鎮西北）。入唐，任國子监祭酒。曾奉唐太宗命編纂《五經正義》，融合南北經學家的見解，是集魏晉南北朝以來經學大成的著作。卒於貞觀二十二年（648年），終年75歲。
孔颖达所疏或正義的經書包括《周易》、《尚書》、《詩經》、《禮記》和《左傳》等。

## 孔颖达碑
现在陕西醴泉县昭陵博物馆，于志宁撰文，书者不详。螭首方趺，碑圭篆书阳文《大唐故国子祭酒曲阜宪公孔公之碑铭》，共4行，每行4字。前人称《孔祭酒碑》或《曲阜宪公碑》。